# Kenichiro Hirata
Kenichiro Hirata (平田 拳一朗 Hirata Kenichiro?), född 12 juni 1991 i Yamaguchi prefektur, är en japansk fotbollsspelare.
Hirata började sin karriär 2014 i Mislata CF. Efter Mislata CF spelade han för AD Parla och FC Ryukyu.